# Virieu-le-Grand
Virieu-le-Grand település Franciaországban, Ain megyében. Lakosainak száma 1110 fő (2022. január 1.). Virieu-le-Grand Armix, Cheignieu-la-Balme, Cuzieu, Rossillon, Saint-Martin-de-Bavel, Chazey-Bons, Plateau d'Hauteville és Valromey-sur-Séran községekkel határos.

## Népesség
A település népessége az elmúlt években az alábbi módon változott:
| Lakosok száma | 879  | 920  | 922  | 1042 | 1108 | 1067 | 1081 | 1132 | 1127 | 1110 |
|               | 1968 | 1982 | 1990 | 2006 | 2013 | 2015 | 2017 | 2019 | 2020 | 2022 |